# Asura ochrostraminea
Asura ochrostraminea är en fjärilsart som beskrevs av Embrik Strand 1917. Asura ochrostraminea ingår i släktet Asura och familjen björnspinnare. Inga underarter finns listade i Catalogue of Life.